# Дверницький (струмок)
Дверницький — струмок в Україні, у Перечинському районі Закарпатської області. Права притока Ужа (басейн Дунаю).

## Опис
Довжина струмка приблизно 7 км. Формується з багатьох безіменних струмків.

## Розташування
Бере початок на північно-східних схилах гори Скала (766 м). Тече переважно на південний схід і на північній околиці присілку Зарічово впадає в річку Уж, ліву притоку Лаборцю. 
Річку перетинають автошлях Н13 і залізниця. На відстані приблизно 1 км від гирла річки розташована станція Зарічово.